# Župnik
Župnik je duhovni predstojnik župnije. Izraz se običajno uporablja v Rimskokatoliški Cerkvi, lahko pa tudi v nekaterih drugih krščanskih Cerkvah.
Župnik je glavni duhovnik v župniji. Skrbi za bogoslužje in podeljevanje zakramentov. Župniku pri delu pogosto pomagajo mlajši, podrejeni duhovniki, ki se imenujejo kaplani. Župnik je za svoje delo odgovoren škofu (če je župnik redovnik, pa tudi svojemu redovnemu predstojniku).
Župnik ima drugo stopnjo posvečenja − mašniško posvečenje.
Župnik je dolžan skrbeti za župnijo tako v duhovnem kot tudi v materialnem pomenu, ter jo zastopa v pravnih poslih. Župnik se je zaobljubil čistosti, zato zanj velja celibat. Če župnika škof pošlje v drugo župnijo, bo ta lažje odšel, saj tu ne bo navezan na nikogar.
Vsi župniki so dolžni svojo službo opravljati s skrbnostjo dobrega gospodarja, paziti, da ne bo kako razpadlo ali utrpelo škode (ZCP, Kan. 1284). Za odtujitev premoženja, katerega vrednost presega najnižjo določeno vsoto, se zahteva upravičen razlog, kot je velika nuja, očitna korist, bogoljubnost, krščanska dobrodelnost ali drug tehten pastoralni razlog (ZCP, Kan. 1293). Hkrati pa ZCP brez pisnega dovoljenja prepoveduje tudi prodajo, najem ali zakup cerkvenega premoženja s strani župnikov ali župnijskih upraviteljev (v veliki meri duhovnikov), njihovim sorodnikom in svakom do četrtega kolena, razen če gre za manjše stvari.

## Posli rednega upravljanja župnije
Premoženje duhovnika je jasno ločeno od cerkvenega premoženja, katerega vrhovni upravitelj je papež. Zakonik cerkvenega prava (ZCP) določa, da cerkveno premoženje upravlja tisti, ki cerkveno pravno osebo vodi, pri upravi pa lahko sodelujejo tako kleriki kot laiki. Upravljanje s premoženjem se deli na posle redne in posle izredne uprave. Kateri so ti posli, določa lokalna škofovska konferenca, ki določa tudi mejne vrednosti poslov, za katere duhovnik oz. upravitelj župnije potrebuje dodatno dovoljenje. Posamezne škofije lahko premoženjske zadeve dodatno z odloki urejajo tudi same.
Za območje slovenske škofovske konference velja, da župnik dovoljenja krajevnega škofa ne potrebuje za enkratne in vezane posle (sklenjene v enem letu, ki se nanašajo na isti predmet oz. posel) do vrednosti 70.000 evrov. To navodilo pa ima tudi izjeme. Župnik tako dovoljenje krajevnega škofa potrebuje za gradbena dela in naložbe v cerkveno premoženje nad 7.000 evrov, za odtujitev premičnin nad 7.000 evrov, nakup nepremičnine ali premičnine nad 7.000 evrov in finančne naložbe v sklade, vrednostne papirje in dragocene kovice, ki presegajo vrednost 7.000 evrov.

## Posli izredne uprave
Med posle izredne uprave pa sodi množica poslov, ki nimajo omejitve vrednosti in vsote. Med te sodijo odtujitve nepremičnin, zakupne in najemne pogodbe, ki se sklepajo za dobo, daljšo od enega leta, služnostne pogodbe, pravni posli s premičninami, ki imajo umetniško, zgodovinsko ali kulturno vrednost in so predmet posebnega verskega češčenja ali pa so bile Cerkvi podarjene na podlagi zaobljube, zaposlovanje oseb, vložitev civilnih tožb, sprememba namembnosti in številne druge.
Da so posli izredne uprave župnije sklenjeni veljavno, mora župnik ali župnijski upravitelj za posle do 70.000 evrov pridobiti predhodno pisno dovoljenje škofa ali nadškofa, za posle od 70.000 do 700.000 evrov pa mora župnik poleg pisnega dovoljenja škofa pridobiti še soglasje škofijskega zbora svetovalcev in gospodarskega sveta. Za posle nad 700.000 evrov in odtujitve stvari iz zaobljube ali dragocenih umetniških del ali starinskih predmetov katerekoli vrednosti poleg že naštetih dovoljenj mora pridobiti še pisno dovoljenje Svetega sedeža.